# Fehérmellű majna
A fehérmellű majna (Streptocitta albicollis)  a madarak osztályának verébalakúak (Passeriformes) rendjébe és a seregélyfélék (Sturnidae) családjába tartozó faj.

## Rendszerezése
A fajt Louis Pierre Vieillot francia ornitológus írta le 1818-ban, a Pica nembe Pica albicollis néven.

## Alfajai
- Streptocitta albicollis albicollis (Vieillot, 1818)
- Streptocitta albicollis torquata (Temminck, 1828)[2]

## Előfordulása
Indonéziához tartozó Celebeszen és más kisebb szigetek területén honos. Természetes élőhelyei a szubtrópusi vagy trópusi síkvidéki esőerdők, mocsári erdők és cserjések, valamint ültetvények és másodlagos erdők. Állandó, nem vonuló faj.

## Megjelenése
Testhossza 50 centiméter.

## Természetvédelmi helyzete
Az elterjedési területe nagyon nagy, egyedszáma ugyan csökken, de még nem éri el a kritikus szintet. A Természetvédelmi Világszövetség Vörös listáján nem fenyegetett fajként szerepel.